# Waterloo—Wellington
Pour les articles homonymes, voir Wellington (homonymie) et Waterloo (homonymie).
Waterloo—Wellington fut une circonscription électorale fédérale de l'Ontario, représentée de 1997 à 2004.
La circonscription de Waterloo—Wellington a été créée en 1996 à partir de Guelph—Wellington, Kitchener, Perth—Wellington—Waterloo, Waterloo et Wellington—Grey—Dufferin—Simcoe. Abolie en 2003, elle fut redistribuée parmi Cambridge, Kitchener—Conestoga, Perth—Wellington et Wellington—Halton Hills.

## Géographie
En 1996, la circonscription de Waterloo—Wellington comprenait:
- La ville de Kitchener
- Les cantons de Wilmot, Wellesley et Woolwich
- Le nord-ouest du comté de Wellington

## Députée
1. 1997-2004 — Lynn Myers, PLC

- PLC = Parti libéral du Canada